# ایشیک‌کایا (کوزان)
ایشیک‌کایا (به ترکی استانبولی: Işıkkaya) یک منطقهٔ مسکونی در ترکیه است که در قوزان (ترکیه) واقع شده‌است.